# Haluna
Haluna är en sjö i kommunen Kuopio i landskapet Norra Savolax i Finland. Sjön ligger 136,6 meter över havet. Den är 13,57 meter djup. Arean är 59 hektar och strandlinjen är 6,18 kilometer lång. Sjön  ingår i Vuoksens huvudavrinningsområde.   Den ligger omkring 30 kilometer nordöst om Kuopio och omkring 360 kilometer norr om Helsingfors. 
I sjön finns öarna Hautasaari och Kattilasaari. 